# William Henry Waddington
William Henry Waddington (11. prosince 1826, Saint-Rémy-sur-Avre u Dreux – 13. ledna 1894, Paříž) byl francouzský numismatik, archeolog a politik, v roce 1879 ministerský předseda Francouzské republiky.

## Život a působení
Narodil se v rodině anglického průmyslníka, usedlého ve Francii. Studoval na Univerzitě v Cambridge klasické jazyky a vynikl i jako veslař. Roku 1868 byl jedním ze zakladatelů École pratique des hautes études a publikoval v archeologii (Voyage archéologique en Grèce et en Asie Mineure 1877) a numismatice (Mélanges de numismatique et de philologie 1861).
V roce 1871 byl zvolen do Poslanecké sněmovny a od roku 1876 do smrti byl senátorem. Zastával úřad ministra školství a zahraničí a 1879 byl krátce ministerským předsedou. V letech 1883–1893 byl francouzským vyslancem ve Velké Británii. Jeho velkou a významnou sbírku mincí získal roku 1897 Cabinet des Médailles Francouzské národní knihovny.

## Výběr z díla
- Mélanges de numismatique et de philologie. 1861
- Édit de Dioclétien établissant le maximum dans l'Empire romain. 1864
- Inscriptions grecques et latines de la Syrie. 1870
- Voyage archéologique en Grèce et en Asie Mineure. 1877